# Borrowdale
Borrowdale est un village et une paroisse civile de Cumbria, en Angleterre. Il est situé à neuf kilomètres au sud de Keswick.

## Géographie
Cette vallée traverse le centre du Lake District et se déroule vers le nord, dessinant le lit du Derwent qui s’épanche dans le lac de Derwentwater. Le Derwent draine le centre du Lake District, depuis le nord des cols d’Esk Hause et de Stake Pass, la pointe nord du Scafell avec Great End, jusqu'aux coteaux orientaux du massif de Dale Head, aux contreforts occidentaux des Central Fells et la crête de Glaramara. Dans les environs de Rosthwaite, elle recoupe la vallée de Langstrath puis le fleuve traverse les gorges appelées Jaws of Borrowdale, entre les escarpements abrupts de Castle Crag et de Grange Fell. Puis la vallée s'élargit autour de Grange avant le débouché dans le lac de Derwentwater, au pied des collines des Catbells, Skiddaw et de Walla Crag.
Les volcans de Borrowdale, qui étaient actifs à l'Ordovicien, forment le socle rocheux des flancs de la vallée, dont le Scafell et Great Gable.

## Histoire
Le village fut connu pour ses exploitations de plombagine, du XVIe au XIXe siècle. Lorsque la mine de Borrowdale est venue à épuisement au milieu du XIXe siècle, la découverte, en 1847, d'une autre mine en Sibérie sur le mont Batougol, dans le massif des Saïans, à l'ouest d'Irkoutsk, par le Français Jean-Pierre Alibert a permis à l'industrie du crayon à papier de trouver une nouvelle source d'approvisionnement.

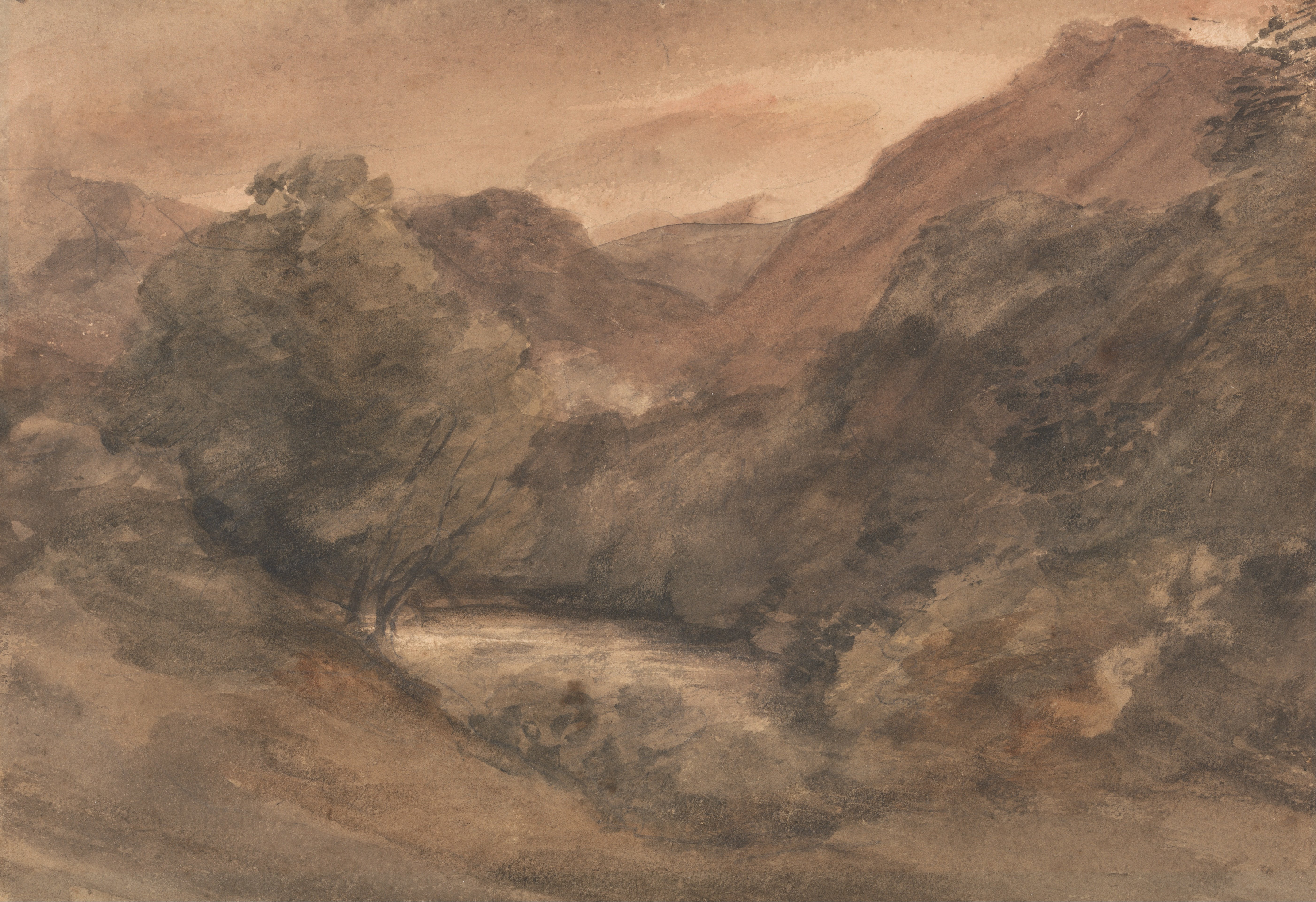
Borrowdale : Soir après une belle journée, 1806
Centre d'art britannique de Yale

Au début du XIXe siècle les paysagistes anglais sillonnent la région des lacs du Nord de l'Angleterre, d'autant que la guerre ne leur permet plus de faire le Grand Tour sur le continent. John Constable y rencontre les fameux poètes de son temps que sont Wordsworth et Coleridge. Il y réalise des aquarelles dont celles à Borrowdale :
- Vue à Borrowdale, 1806, 18 × 38 cm, Victoria and Albert Museum, Londres[2]
- Borrowdale : Soir après une belle journée, 1er octobre 1806, aquarelle sur mine de plomb sur papier vélin beige, 18 × 27 cm, Centre d'art britannique de Yale, New Haven[3].